# 大瀬戸一馬
大瀬戸 一馬（おおせと かずま、1994年8月5日 - ）は日本の陸上競技選手。福岡県苅田町立新津中学校、福岡県立小倉東高等学校、法政大学スポーツ健康学部卒。

## 経歴

### 小中学校時代
苅田与原RC所属の小学5年時に全国小学生陸上男子5年100mで準決勝進出、小学6年時に全国小学生陸上4×100mリレー（第2走）で準決勝進出を果たしている。
福岡県苅田町立新津中学1年時にジュニアオリンピック男子C（中1の部）100mで5位に入るなど、早い段階から全国レベルの活躍を見せた。
2年時にはジュニアオリンピック男子B（中2の部）100mで3位に入っている。
3年時には全日中で100m優勝・200m2位、国体少年B（高1・中3の部）100m3位、更にジュニアオリンピック男子A（中3の部）100mを中学歴代2位（当時）・大会新記録となる10秒68で制した。日本ジュニア室内の男子中学60mも6秒82の大会新記録で優勝した。

### 高校時代
2010年、福岡県立小倉東高等学校に進学。1年時のインターハイ100mでは1年生で唯一決勝に残り、8位入賞。10月には国体少年B100mを10秒47の高1歴代最高記録（当時）で制した。日本ユース選手権では100mを10秒52の大会記録（当時）で優勝し、200mは2位で終えた。
2年時の7月、世界ユース選手権100mにおいて10秒52の記録で銀メダルを獲得。メドレーリレー（大瀬戸 - 橋元晃志 - 愛敬彰太郎 - 福永拓哉）でも1分50秒69の日本ユース最高記録（当時）を樹立し、世界ユース最高記録をマークしたアメリカに次ぐ銀メダルを獲得した。8月のインターハイでは100m2位・200m3位。10月の国体少年A（高2・高3の部）100mでは3年生を破り優勝した。日本ユース選手権では100mで優勝して2連覇を達成、200mは決勝でユース日本最高記録（当時）を樹立した橋元晃志に次ぐ2位に終わり、100mとの2冠はならなかった。
3年時は2012年4月の織田記念100m予選で10秒23の高校新記録・日本ジュニアタイ記録(いずれも当時)を樹立。とりわけ高校記録は、高橋和裕が17年間保持し続けた記録を破るものだった。また、このタイムは7月に開催されるロンドンオリンピックB標準を突破するもので、6月の日本選手権に出場すれば結果次第でロンドンオリンピック出場の可能性もあったが、大瀬戸はインターハイ出場を選択した。7月の世界ジュニア選手権100m準決勝では10秒56の2組5位で、決勝進出を逃す。 男子4×100mリレーでは日本チーム（大瀬戸 - 橋元晃志 - ケンブリッジ飛鳥 - 金森和貴）の第1走を務め、予選で39秒01の日本ジュニア記録を樹立し、決勝では39秒02で銅メダルを獲得した。7-8月のインターハイでは100m優勝・200m2位の成績を残したが、10月の国体少年A100mでは怪我により予選で敗退した。日本ジュニア選手権の100mは2位、200mは予選を棄権した。2013年2月には日台交流ジュニア室内60mで優勝して2連覇を達成、日本ジュニア室内60mも予選を6秒71の大会タイ記録（当時）で通過して優勝した。

### 大学時代

#### 2013年
法政大学に進学し、4月の第47回織田記念100mB決勝で4位入賞を果たした。5月の関東インカレ100mでは1年生で唯一決勝に残り5位、4×100mリレーは第2走を務めて3位、200mは6位とそれぞれ入賞を果たした。初出場となった6月の日本選手権100mは10秒36で6位入賞を果たす。7月のアジア選手権には日本男子選手唯一の10代で参加し、4×100mリレーにおいて日本チーム（小林雄一 - 大瀬戸 - 髙瀬慧 - 川面聡大）の第2走を務め銀メダルを獲得した。9月の日本インカレ100mでは1年生で唯一決勝に残り7位入賞、4×100mリレーは第2走を務めたが決勝途中棄権、200mは予選で敗退した。10月の東アジア大会100mは蘇炳添、山縣亮太に次ぐ銅メダルを獲得。4×100mリレーは日本チーム（山縣亮太 - 飯塚翔太 - ケンブリッジ飛鳥 - 大瀬戸）の第4走を務め、大会新記録と日本学生新記録（混成）を樹立して優勝した。日本ジュニア選手権は100m決勝でレース中に足をつり7位、200mは8位に終わった。

#### 2014年
5月の第1回世界リレーの4×100mに出場し、シニアの世界大会で初めて日の丸を背負った。全レースで日本チーム（大瀬戸 - 高瀬慧 - 桐生祥秀 - 飯塚翔太）の第1走を務めて5位になり、翌年開催の世界選手権の出場権を獲得した。6月の日本選手権100mは4位に終わり、アジア競技大会の日本代表入りを逃した。同月、日本学生個人選手権の200mと400mに出場。200mでは20秒64の大会新記録と自己ベストで優勝し、自身初の大学タイトルと自身同種目初の全国タイトルを手にした。400mでは47秒40でタイムレース総合3位になり、同種目の全国大会で初めて表彰台に上った。9月にはコンチネンタルカップ4×100mリレーのアジアパシフィック代表に選出され（メンバーは全員日本人）、1走を務めたが最下位の4位に終わった。11月1日の日本選手権リレー決勝では2走を務めて38秒81の大会新記録で優勝し、リレー種目で初の全国タイトルを手にした。

#### 2015年
昨年に続き5月の第2回世界リレー4×100m日本代表に選出された。当初は補欠だったが、けが人が出たため出番が回ってきて、日本チーム（大瀬戸 - 藤光謙司 - 桐生祥秀 - 谷口耕太郎）の1走を務めた。決勝では3位に入り、銅メダルを獲得するとともに来年のリオデジャネイロオリンピック出場権を獲得した。
7月、光州で開催されたユニバーシアードに日本選手団の主将として参加し、4×100mリレーに出場した。11日の予選で1走（大瀬戸 - 長田拓也 - 小池祐貴 - 諏訪達郎）を務め、全体トップ（38秒93）のタイムで決勝に進出すると、決勝でも1走（大瀬戸 - 長田拓也 - 諏訪達郎 - 谷口耕太郎）を務め、予選よりタイムを落としたものの39秒08をマークしての優勝に貢献した。この種目での金メダル獲得は2003年大邱大会以来、12年ぶりだった。
8月、北京で開催された世界選手権に初出場を果たし、29日の4×100mリレー予選で1走（大瀬戸 - 藤光謙司 - 長田拓也 - 谷口耕太郎）を務めたが、38秒60の組4着に終わり決勝には進めなかった。

#### 2016年
5月、関東インカレに出場。20日の100m決勝は10秒50（-1.4）をマークして桐生祥秀（10秒35）に次ぐ2位に入り、最後の関東インカレで過去最高成績を記録。2走を務めた4×100mリレーは39秒66をマークし、前回大会に続いて3位に入った。22日の200m決勝では自己ベストとなる20秒55（+0.6）をマークし、リオデジャネイロオリンピックの参加標準記録（20秒50）に迫るタイムで関東インカレ初優勝を成し遂げた。
6月、日本学生個人選手権に出場すると、11日の100m予選で追い風参考記録ながら自己ベスト（10秒23）を上回る10秒21（+2.7）をマークすると、準決勝では4年ぶりの自己ベストとなる10秒19（+1.7）をマーク。決勝では向かい風の中、それまでの自己ベストと同タイムの10秒23（-0.3）をマークして2位に入った。12日の200mは予選を20秒73（+2.2）で突破したが、日本選手権に備えて準決勝は棄権した。

### 社会人時代

#### 2017年
4月、安川電機に入社し、同社陸上競技部に加入。

#### 2021年
2月、安川電機陸上競技部を退団、3月1日付でユメオミライに所属し、同社陸上競技部に加入した。

## 人物・エピソード
- 陸上を始めたのは小学2年生の時に友達に誘われたことがきっかけ[3]。
- 憧れの選手は2008年北京オリンピック男子4×100mリレー銅メダリストの朝原宣治[23]。
- 男子スプリントのゴールデンエイジの一人[24]。2011年世界ユース選手権男子100mで銀メダルを獲得し、各カテゴリーの世界選手権を通じて（世界選手権、世界ジュニア選手権、世界ユース選手権）日本人初の100mメダリストとなった[25]。
- 高校時代の恩師であり、1993年世界選手権男子4×100mリレーの日本代表だった小野原英樹は大瀬戸のことを「短距離のジャマイカ人選手の足の運びに似ている部分がある。次の足が接地するときに次の膝が上手く出てこようとしている所が走りに対してのポイントであり強さ」と評している[3]。

## 自己ベスト
- 60m　　　6秒71　2013年2月2日　大阪室内高校の部予選
- 100m　10秒19　2016年6月11日　日本学生個人選手権準決勝
- 200m　20秒55　2016年5月22日　関東インカレ決勝
- 400m　47秒15　2014年6月21日　日本学生個人選手権予選

## 年次記録
|                      | 100m   | 備考                                                                          | 200m   | 備考                        | 400m   | 備考 |
| -------------------- | ------ | ----------------------------------------------------------------------------- | ------ | --------------------------- | ------ | ---- |
| 2009年 （中学3年）   | 10秒68 | 中学歴代6位タイ 福岡県中学記録 九州中学タイ記録                               | 21秒76 | 福岡県中学記録 九州中学記録 |        |      |
| 2010年 （高校1年）   | 10秒47 | 高1歴代2位                                                                    | 21秒34 |                             |        |      |
| 2011年 （高校2年）   | 10秒39 | 高2歴代10位タイ                                                               | 20秒95 |                             | 48秒51 |      |
| 2012年 （高校3年）   | 10秒23 | 高校歴代4位タイ 当時高校記録 当時日本ジュニアタイ 福岡県高校記録 九州高校記録 | 21秒02 |                             | 48秒67 |      |
| 2013年 （大学1年）   | 10秒34 |                                                                               | 20秒96 |                             | 47秒21 |      |
| 2014年 （大学2年）   | 10秒25 |                                                                               | 20秒64 |                             | 47秒15 |      |
| 2015年 （大学3年）   | 10秒28 |                                                                               | 20秒72 |                             |        |      |
| 2016年 （大学4年）   | 10秒19 | 日本学生歴代9位タイ                                                           | 20秒55 |                             | 47秒65 |      |
| 2017年 （社会人1年） | 10秒44 |                                                                               | 21秒02 |                             |        |      |

太字は自己ベスト

## 主な成績
- 備考欄の記録は当時のもの

### 国際大会
| 年         | 大会                      | 場所       | 種目      | 結果   | 記録            | 備考                               |
| ---------- | ------------------------- | ---------- | --------- | ------ | --------------- | ---------------------------------- |
| 2011 (高2) | 世界ユース選手権          | リール     | 100m      | 2位    | 10秒52 (-0.3)   | 日本人初の短距離個人種目メダリスト |
| 2011 (高2) | 世界ユース選手権          | リール     | メドレーR | 2位    | 1分50秒69 (1走) | ユース日本最高記録                 |
| 2012 (高2) | 日台交流ジュニア室内      | 大阪       | 60m       | 優勝   | 6秒73           |                                    |
| 2012 (高3) | 世界ジュニア選手権        | バルセロナ | 100m      | 準決勝 | 10秒56 (-0.5)   |                                    |
| 2012 (高3) | 世界ジュニア選手権        | バルセロナ | 4x100mR   | 3位    | 39秒02 (1走)    | 予選39秒01：ジュニアアジア記録     |
| 2012 (高3) | 日韓中ジュニア交流競技会  | 光州       | 100m      | 優勝   | 10秒70 (+1.9)   |                                    |
| 2012 (高3) | 日韓中ジュニア交流競技会  | 光州       | 4x100mR   | 2位    | 41秒59 (2走)    |                                    |
| 2013 (高3) | 日台交流ジュニア室内      | 大阪       | 60m       | 優勝   | 6秒74           |                                    |
| 2013 (大1) | アジア選手権              | プネー     | 4x100mR   | 2位    | 39秒11 (2走)    |                                    |
| 2013 (大1) | 東アジア大会 (en)         | 天津       | 100m      | 3位    | 10秒48 (-0.1)   |                                    |
| 2013 (大1) | 東アジア大会 (en)         | 天津       | 4x100mR   | 優勝   | 38秒44 (4走)    | 大会記録、日本学生記録 (混成)      |
| 2014 (大1) | 世界リレー (en)           | ナッソー   | 4x100mR   | 5位    | 38秒40 (1走)    |                                    |
| 2014 (大2) | コンチネンタルカップ (en) | マラケシュ | 4x100mR   | 4位    | 39秒50 (1走)    | アジアパシフィック代表             |
| 2015 (大3) | 世界リレー (en)           | ナッソー   | 4x100mR   | 3位    | 38秒20 (1走)    |                                    |
| 2015 (大3) | アジア選手権              | 武漢       | 100m      | 準決勝 | 10秒45 (+0.8)   |                                    |
| 2015 (大3) | アジア選手権              | 武漢       | 4x400mR   | 3位    | 3分03秒47 (3走) |                                    |
| 2015 (大3) | ユニバーシアード (en)     | 光州       | 4x100mR   | 優勝   | 39秒08 (1走)    | 同種目12年ぶりの金メダル獲得       |
| 2015 (大3) | 世界選手権                | 北京       | 4x100mR   | 予選   | 38秒60 (1走)    |                                    |
| 2016 (大4) | 日中韓3カ国交流陸上       | 金泉       | 100m      | 優勝   | 10秒37 (+1.6)   |                                    |
| 2016 (大4) | 日中韓3カ国交流陸上       | 金泉       | 4x100mR   | 優勝   | 38秒77 (3走)    |                                    |
| 2017 (大4) | ニトロアスレチックス      | メルボルン | 60m       | 2位    | 6秒75 (+0.2)    |                                    |
| 2017 (大4) | ニトロアスレチックス      | メルボルン | 100m      | 3位    | 10秒50 (+1.4)   |                                    |
| 2017 (大4) | ニトロアスレチックス      | メルボルン | 4x400mR   | 3位    | 3分24秒53 (1走) | 男女混合リレー                     |
| 2017 (大4) | ニトロアスレチックス      | メルボルン | 60m       | 5位    | 6秒87 (-0.2)    |                                    |

### 日本選手権
- 4x100mRは日本選手権リレーの成績。

| 年   | 大会    | 場所     | 種目    | 結果 | 記録          | 備考     |
| ---- | ------- | -------- | ------- | ---- | ------------- | -------- |
| 2013 | 第97回  | 調布市   | 100m    | 6位  | 10秒36 (+0.7) |          |
| 2013 | 第97回  | 横浜市   | 4x100mR | 3位  | 39秒57 (2走)  |          |
| 2014 | 第98回  | 福島市   | 100m    | 4位  | 10秒35 (+0.6) |          |
| 2014 | 第98回  | 横浜市   | 4x100mR | 優勝 | 38秒81 (2走)  | 大会記録 |
| 2015 | 第99回  | 新潟市   | 100m    | 8位  | 10秒55 (-0.9) |          |
| 2015 | 第99回  | 横浜市   | 4x100mR | 優勝 | 38秒79 (2走)  | 大会記録 |
| 2016 | 第100回 | 名古屋市 | 100m    | 4位  | 10秒41 (-0.3) |          |
| 2016 | 第100回 | 名古屋市 | 200m    | 4位  | 20秒72 (+1.8) |          |
| 2016 | 第100回 | 横浜市   | 4x100mR | 優勝 | 38秒89 (2走)  |          |
| 2017 | 第101回 | 大阪市   | 100m    | 予選 | 10秒55 (-0.6) |          |
| 2018 | 第102回 | 山口市   | 100m    | 予選 | 10秒53 (+0.4) |          |

### その他
- 主要大会を記載

| 年         | 大会                     | 場所          | 種目      | 結果       | 記録            | 備考                                              |
| ---------- | ------------------------ | ------------- | --------- | ---------- | --------------- | ------------------------------------------------- |
| 2005 (小5) | 全国小学生陸上           | 東京都        | 100m      | 準決勝     | 13秒77 (+0.1)   |                                                   |
| 2006 (小6) | 全国小学生陸上           | 東京都        | 4x100mR   | 準決勝     | 52秒97 (2走)    |                                                   |
| 2007 (中1) | ジュニアオリンピック     | 横浜市        | 100m      | 5位        |                 |                                                   |
| 2008 (中2) | 全日本中学校選手権       | 新潟市        | 100m      | 予選       | 11秒38 (-1.7)   |                                                   |
| 2008 (中2) | 全日本中学校選手権       | 新潟市        | 200m      | 準決勝     | 22秒58 (+0.8)   |                                                   |
| 2008 (中2) | ジュニアオリンピック     | 横浜市        | 100m      | 3位        | 11秒13 (+0.3)   |                                                   |
| 2008 (中2) | ジュニアオリンピック     | 横浜市        | 4x100mR   | 準決勝     | 44秒00 (2走)    |                                                   |
| 2009 (中2) | 日本ジュニア室内大阪     | 大阪市        | 60m       | 3位        | 7秒03           |                                                   |
| 2009 (中3) | 全日本中学校選手権       | 大分市        | 100m      | 優勝       | 10秒70 (+1.5)   |                                                   |
| 2009 (中3) | 全日本中学校選手権       | 大分市        | 200m      | 2位        | 21秒79 (0.0)    |                                                   |
| 2009 (中3) | 国民体育大会             | 新潟市        | 100m      | 3位        | 10秒82 (+0.6)   |                                                   |
| 2009 (中3) | 国民体育大会             | 新潟市        | 4x100mR   | 準決勝     | 40秒62 (4走)    |                                                   |
| 2009 (中3) | ジュニアオリンピック     | 横浜市        | 100m      | 優勝       | 10秒68 (+0.5)   | 大会タイ記録、中学歴代2位                         |
| 2009 (中3) | ジュニアオリンピック     | 横浜市        | 4x100mR   | 3位        | 43秒26 (4走)    |                                                   |
| 2010 (中3) | 日本ジュニア室内大阪     | 大阪市        | 60m       | 優勝       | 6秒82           | 大会記録                                          |
| 2010 (高1) | インターハイ             | 沖縄市        | 100m      | 8位        | 10秒99 (-2.1)   |                                                   |
| 2010 (高1) | インターハイ             | 沖縄市        | 200m      | 準決勝     | 21秒73 (-0.2)   |                                                   |
| 2010 (高1) | 国民体育大会             | 千葉市        | 100m      | 優勝       | 10秒47 (+1.7)   | 大会記録、高1歴代最高記録                         |
| 2010 (高1) | 国民体育大会             | 千葉市        | 4x100mR   | 予選       | DQ (1走)        |                                                   |
| 2010 (高1) | 日本ユース選手権         | 名古屋市      | 100m      | 優勝       | 10秒52 (+1.5)   | 大会記録                                          |
| 2010 (高1) | 日本ユース選手権         | 名古屋市      | 200m      | 2位        | 21秒34 (+1.0)   |                                                   |
| 2011 (高2) | ゴールデングランプリ川崎 | 川崎市        | 4x100mR   | 4位        | 39秒48 (4走)    |                                                   |
| 2011 (高2) | インターハイ             | 北上市        | 100m      | 2位        | 10秒63 (-0.5)   |                                                   |
| 2011 (高2) | インターハイ             | 北上市        | 200m      | 3位        | 21秒10 (-0.4)   |                                                   |
| 2011 (高2) | 国民体育大会             | 山口市        | 100m      | 優勝       | 10秒52 (-0.1)   |                                                   |
| 2011 (高2) | 国民体育大会             | 山口市        | 4x100mR   | 準決勝     | 40秒65 (2走)    |                                                   |
| 2011 (高2) | 日本ユース選手権         | 名古屋市      | 100m      | 優勝       | 10秒66 (-1.6)   |                                                   |
| 2011 (高2) | 日本ユース選手権         | 名古屋市      | 200m      | 2位        | 21秒12 (0.0)    |                                                   |
| 2012 (高3) | 出雲陸上                 | 出雲市        | 100m      | 優勝       | 10秒59 (-2.4)   |                                                   |
| 2012 (高3) | 織田記念                 | 広島市        | 100m      | 3位        | 10秒40 (0.0)    | 予選10秒23 (+1.3)：ジュニア日本タイ記録・高校記録 |
| 2012 (高3) | 静岡国際                 | 袋井市        | 4x100mR   | 5位        | 39秒16 (1走)    | ジュニア日本記録                                  |
| 2012 (高3) | ゴールデングランプリ川崎 | 川崎市        | 4x100mR   | 5位        | 39秒69 (2走)    |                                                   |
| 2012 (高3) | インターハイ             | 新潟市        | 100m      | 優勝       | 10秒47 (0.0)    |                                                   |
| 2012 (高3) | インターハイ             | 新潟市        | 200m      | 2位        | 21秒02 (-0.5)   |                                                   |
| 2012 (高3) | 国民体育大会             | 岐阜市        | 100m      | 予選       | 11秒03 (-1.9)   |                                                   |
| 2012 (高3) | 国民体育大会             | 岐阜市        | 4x100mR   | 予選       | 41秒23 (4走)    |                                                   |
| 2012 (高3) | 日本ジュニア選手権       | 名古屋市      | 100m      | 2位        | 10秒55 (-0.7)   |                                                   |
| 2013 (高3) | 日本ジュニア室内大阪     | 大阪市        | 60m       | 優勝       | 6秒74           | 予選6秒71：大会タイ記録                           |
| 2013 (大1) | 出雲陸上                 | 出雲市        | 100m      | 3位        | 10秒43 (+2.7)   |                                                   |
| 2013 (大1) | 織田記念                 | 広島市        | 100m      | B決勝4位   | 10秒43 (+2.3)   |                                                   |
| 2013 (大1) | 関東インカレ (1部)       | 東京都 横浜市 | 100m      | 5位        | 10秒64 (-1.4)   |                                                   |
| 2013 (大1) | 関東インカレ (1部)       | 東京都 横浜市 | 200m      | 6位        | 20秒96 (-0.5)   |                                                   |
| 2013 (大1) | 関東インカレ (1部)       | 東京都 横浜市 | 4x100mR   | 3位        | 39秒31 (2走)    |                                                   |
| 2013 (大1) | トワイライト・ゲームス   | 東京都        | 100m      | 5位        | 10秒44 (+0.1)   |                                                   |
| 2013 (大1) | トワイライト・ゲームス   | 東京都        | 4x100mR   | 2位        | 39秒48 (2走)    |                                                   |
| 2013 (大1) | 日本インカレ             | 東京都        | 100m      | 7位        | 10秒62 (+0.5)   |                                                   |
| 2013 (大1) | 日本インカレ             | 東京都        | 200m      | 予選       | 21秒45 (-0.2)   |                                                   |
| 2013 (大1) | 日本インカレ             | 東京都        | 4x100mR   | 決勝       | DNF (2走)       | バトンミス                                        |
| 2013 (大1) | 日本ジュニア選手権       | 名古屋市      | 100m      | 7位        | 10秒92 (+0.1)   |                                                   |
| 2013 (大1) | 日本ジュニア選手権       | 名古屋市      | 200m      | 8位        | 22秒04 (0.0)    |                                                   |
| 2014 (大1) | テキサスリレー           | オースティン  | 100m      | 5位        | 10秒23 (+3.4)   |                                                   |
| 2014 (大1) | テキサスリレー           | オースティン  | 4x100mR   | 3位        | 38秒92 (2走)    |                                                   |
| 2014 (大2) | 出雲陸上                 | 出雲市        | 100m      | 2位        | 10秒40 (+0.6)   |                                                   |
| 2014 (大2) | 織田記念                 | 広島市        | 100m      | 2位        | 10秒25 (+0.7)   |                                                   |
| 2014 (大2) | ゴールデングランプリ東京 | 東京都        | 100m      | 6位        | 10秒47 (-3.5)   |                                                   |
| 2014 (大2) | 関東インカレ (1部)       | 熊谷市 横浜市 | 100m      | 3位        | 10秒27 (+1.6)   |                                                   |
| 2014 (大2) | 関東インカレ (1部)       | 熊谷市 横浜市 | 4x100mR   | 2位        | 39秒31 (2走)    |                                                   |
| 2014 (大2) | 日本学生個人選手権       | 平塚市        | 200m      | 優勝       | 20秒64 (+1.8)   | 大会記録                                          |
| 2014 (大2) | 日本学生個人選手権       | 平塚市        | 400m      | 3位        | 47秒40          |                                                   |
| 2014 (大2) | 布勢スプリント           | 鳥取市        | 100m      | 5位        | 10秒43 (+1.8)   |                                                   |
| 2014 (大2) | トワイライト・ゲームス   | 東京都        | 100m      | 3位        | 10秒40 (+0.1)   |                                                   |
| 2014 (大2) | トワイライト・ゲームス   | 東京都        | 4x100mR   | 優勝       | 39秒05 (2走)    | 大会記録                                          |
| 2014 (大2) | 日本インカレ             | 熊谷市        | 100m      | 8位        | 10秒55 (-0.4)   |                                                   |
| 2014 (大2) | 日本インカレ             | 熊谷市        | 200m      | 準決勝     | 21秒52 (-0.2)   |                                                   |
| 2014 (大2) | 日本インカレ             | 熊谷市        | 4x100mR   | 6位        | 39秒81 (2走)    |                                                   |
| 2014 (大2) | 国民体育大会             | 諫早市        | 100m      | 4位        | 10秒33 (0.0)    |                                                   |
| 2014 (大2) | 国民体育大会             | 諫早市        | 4x100mR   | 6位        | 40秒02 (2走)    |                                                   |
| 2015 (大2) | テキサスリレー           | オースティン  | 100m      | Bレース6位 | 10秒39 (+2.9)   |                                                   |
| 2015 (大3) | 織田記念                 | 広島市        | 100m      | B決勝1位   | 10秒51 (-0.6)   |                                                   |
| 2015 (大3) | 織田記念                 | 広島市        | 200m      | 5位        | 21秒01 (+1.5)   |                                                   |
| 2015 (大3) | 関東インカレ (1部)       | 横浜市        | 100m      | 5位        | 10秒44 (+1.0)   |                                                   |
| 2015 (大3) | 関東インカレ (1部)       | 横浜市        | 200m      | 予選       | 21秒55 (+0.8)   |                                                   |
| 2015 (大3) | 関東インカレ (1部)       | 横浜市        | 4x100mR   | 3位        | 39秒37 (2走)    |                                                   |
| 2015 (大3) | トワイライト・ゲームス   | 東京都        | 100m      | 優勝       | 10秒28 (+1.3)   |                                                   |
| 2015 (大3) | トワイライト・ゲームス   | 東京都        | 4x100mR   | 2位        | 38秒96 (2走)    |                                                   |
| 2015 (大3) | 日本インカレ             | 大阪市        | 100m      | 2位        | 10秒29 (+0.5)   |                                                   |
| 2015 (大3) | 日本インカレ             | 大阪市        | 200m      | 4位        | 20秒72 (-0.6)   |                                                   |
| 2015 (大3) | 日本インカレ             | 大阪市        | 4x100mR   | 2位        | 39秒23 (2走)    |                                                   |
| 2015 (大3) | 国民体育大会             | 和歌山市      | 100m      | 3位        | 10秒34 (-1.1)   |                                                   |
| 2015 (大3) | 国民体育大会             | 和歌山市      | 4x100mR   | 5位        | 40秒27 (2走)    |                                                   |
| 2015 (大3) | 布勢スプリント           | 鳥取市        | 100m      | 2位        | 10秒30 (+0.3)   |                                                   |
| 2016 (大4) | 織田記念                 | 広島市        | 100m      | 4位        | 10秒54 (-2.5)   |                                                   |
| 2016 (大4) | ゴールデングランプリ川崎 | 川崎市        | 100m      | 7位        | 10秒47 (-0.4)   |                                                   |
| 2016 (大4) | 関東インカレ (1部)       | 横浜市        | 100m      | 2位        | 10秒50 (-1.4)   |                                                   |
| 2016 (大4) | 関東インカレ (1部)       | 横浜市        | 200m      | 優勝       | 20秒55 (+0.6)   | 自己ベスト                                        |
| 2016 (大4) | 関東インカレ (1部)       | 横浜市        | 4x100mR   | 3位        | 39秒66 (2走)    |                                                   |
| 2016 (大4) | 布勢スプリント           | 鳥取市        | 100m      | 4位        | 10秒31 (-0.5)   |                                                   |
| 2016 (大4) | 日本学生個人選手権       | 平塚市        | 100m      | 2位        | 10秒23 (-0.3)   | 準決勝10秒19 (+1.7)：自己ベスト                   |
| 2016 (大4) | 日本学生個人選手権       | 平塚市        | 200m      | 準決勝     | DNS             | 予選20秒73 (+2.2)                                 |
| 2016 (大4) | オールスターナイト陸上   | 平塚市        | 100m      | 2位        | 10秒27 (+2.6)   |                                                   |
| 2016 (大4) | オールスターナイト陸上   | 平塚市        | メドレーR | 優勝       | 1分50秒35 (2走) |                                                   |
| 2016 (大4) | 日本インカレ             | 熊谷市        | 100m      | 4位        | 10秒34 (+1.1)   |                                                   |
| 2016 (大4) | 日本インカレ             | 熊谷市        | 200m      | 準決勝     | 21秒28 (-0.3)   |                                                   |
| 2016 (大4) | 日本インカレ             | 熊谷市        | 4x100mR   | 4位        | 39秒51 (1走)    |                                                   |
| 2016 (大4) | 日本インカレ             | 熊谷市        | 4x400mR   | 3位        | 3分06秒60 (2走) |                                                   |
| 2016 (大4) | 国民体育大会             | 北上市        | 100m      | 6位        | 10秒50 (+0.8)   |                                                   |
| 2016 (大4) | 国民体育大会             | 北上市        | 4x100mR   | 2位        | 40秒03 (2走)    |                                                   |
| 2016 (大4) | 田島記念                 | 山口市        | 100m      | 3位        | 10秒59 (-1.0)   |                                                   |
| 2017 (社1) | ゴールデングランプリ川崎 | 川崎市        | 100m      | 8位        | 11秒05 (-1.2)   |                                                   |
| 2017 (社1) | 布勢スプリント           | 鳥取市        | 100m      | 決勝       | 10秒41 (+2.1)   |                                                   |
| 2017 (社1) | トワイライト・ゲームス   | 東京都        | 100m      | 4位        | 10秒44 (+0.6)   |                                                   |
| 2017 (社1) | 全日本実業団選手権       | 大阪市        | 100m      | 準決勝     | 10秒53 (+0.5)   |                                                   |
| 2017 (社1) | 全日本実業団選手権       | 大阪市        | 200m      | 5位        | 21秒02 (0.0)    |                                                   |
| 2017 (社1) | 国民体育大会             | 松山市        | 100m      | 準決勝     | 10秒48 (-0.4)   |                                                   |
| 2017 (社1) | 国民体育大会             | 松山市        | 4x100mR   | 準決勝     | 40秒09 (2走)    |                                                   |
| 2018 (社2) | 織田記念                 | 広島市        | 100m      | B決勝6位   | 10秒52 (+1.4)   |                                                   |
| 2018 (社2) | 東日本実業団選手権       | 熊谷市        | 100m      | 3位        | 10秒36 (+2.3)   |                                                   |
| 2018 (社2) | 東日本実業団選手権       | 熊谷市        | 200m      | 2位        | 21秒31 (-0.9)   |                                                   |
| 2018 (社2) | 全日本実業団選手権       | 大阪市        | 100m      | 準決勝     | 10秒48 (+1.1)   |                                                   |
| 2018 (社2) | 全日本実業団選手権       | 大阪市        | 200m      | 準決勝     | 21秒21 (-0.1)   |                                                   |
| 2018 (社2) | 国民体育大会             | 福井市        | 4x100mR   | 4位        | 40秒14 (2走)    |                                                   |